# Malham
Malham – wieś w północnej Anglii (Wielka Brytania), w hrabstwie North Yorkshire, w dystrykcie (unitary authority) North Yorkshire. Leży w granicach Parku Narodowego Yorkshire Dales, w dolinie Malhamdale, nad strumieniem Malham Beck, 72 km na zachód od miasta York i 315 km na północny zachód od Londynu. Miejscowość liczy 150 mieszkańców.
Nieopodal znajduje się skaliste urwisko Malham Cove.